# Gear Acquisition Syndrome
GAS, abreviação de Gear Acquisition Syndrome (em inglês: Síndrome de Aquisição de Equipamento) é um termo utilizado para descrever uma urgência em adquirir e acumular uma quantidade de equipamento. Este termo é comumente associado a:
- guitarristas — que tendem a adquirir guitarras, amplificadores, pedais e processadores de efeito;
- tecladistas — teclados, sintetizadores, samplers, unidades de efeito);
- bateristas — peças de bateria;
- fotógrafos — câmeras, objetivas e acessórios;
- aeromodelistas — aeromodelos e acessórios;
- baixistas — Baixos, amplificadores, pedais e acessórios.
- corredores — Tênis, Frequencímetro.
- mergulhadores - Reguladores, facas, computadores, lanternas e outros acessórios

Em geral, qualquer praticante de um hobby ou atividade que envolva equipamentos.
O termo "GAS" foi popularizado por Walter Becker em 1996 num artigo para a revista Guitar Player como "Guitar Acquisition Syndrome" (Síndrome de Aquisição de Guitarra). O termo passou a ser usado freqüentemente por guitarristas e se espalhou a outras profissões com tendências similares. Como deixou de se referir apenas a guitarristas, "GAS" tornou-se sigla para "Gear Aquisition Syndrome" (Síndrome de Aquisição de Equipamento).
GAS não deve ser confundida com colecionismo, estando mais próxima de um transtorno obsessivo-compulsivo moderado.

## Tratamento
GAS não tem recebido nenhum tratamento médico e não é uma condição clínica, mas psicológica. Entretanto, inúmeros artigos apontam a existência de GAS e tentam propor métodos para planejar e organizar desejos, ganhos e gastos de forma mais racional, de modo a não comprometer uma porcentagem muito grande da renda com a compra de equipamentos.
Uma das características de GAS é a falta de uma necessidade real para a aquisição do novo equipamento, seja porque o indivíduo já possui um equipamento similar ou de funcionalidade similar, ou porque o indivíduo fará pouco ou nenhum uso do equipamento adquirido.